# Sály
Sály es un pueblo ubicado en el distrito de Mezőkövesd, en el condado de Borsod-Abaúj-Zemplén, Hungría.

## Superficie
Posee una superficie de 25,57 kilómetros cuadrados.

## Demografía
Hasta 2019 la población era de 1594 habitantes, con una densidad de población de 62,34 habitantes por kilómetro cuadrado.